# Sala tortur

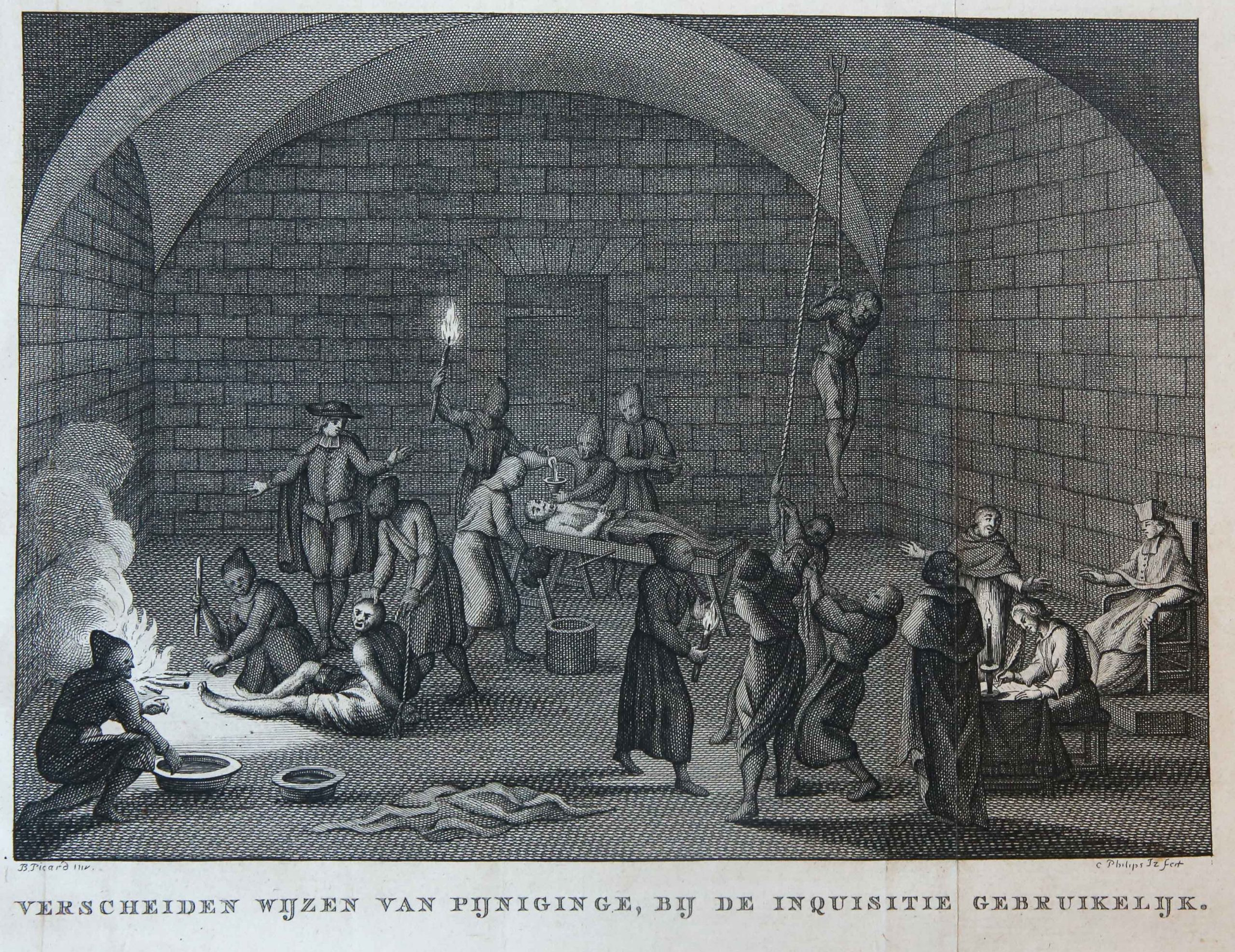
Sala tortur na XVIII w. ilustracji

Sala tortur (inaczej izba tortur, katownia) – wydzielone pomieszczenie, w którym przeprowadzano tortury, ewentualnie połączone z przesłuchaniem osoby torturowanej. Pomieszczenie takie zazwyczaj było budowane w sposób zapewniający izolację akustyczną, nierzadko poniżej poziomu gruntu i wyposażone w różnego rodzaju narzędzia tortur. Osobą zadającą tortury w sali tortur był zazwyczaj kat.
W kulturze masowej określenie sala tortur najczęściej bywa kojarzone ze średniowieczem, jednak pomieszczenia tego rodzaju funkcjonowały także dużo później, również w czasach współczesnych.